# خاسلتربورفین
خاسلتربورفین (به هلندی: Gasselterboerveen) یک منطقهٔ مسکونی در هلند است که در آ ان هونزه واقع شده‌است. خاسلتربورفین ۵۰ نفر جمعیت دارد.